# Mu (cohete)

Familia de cohetes Mu.

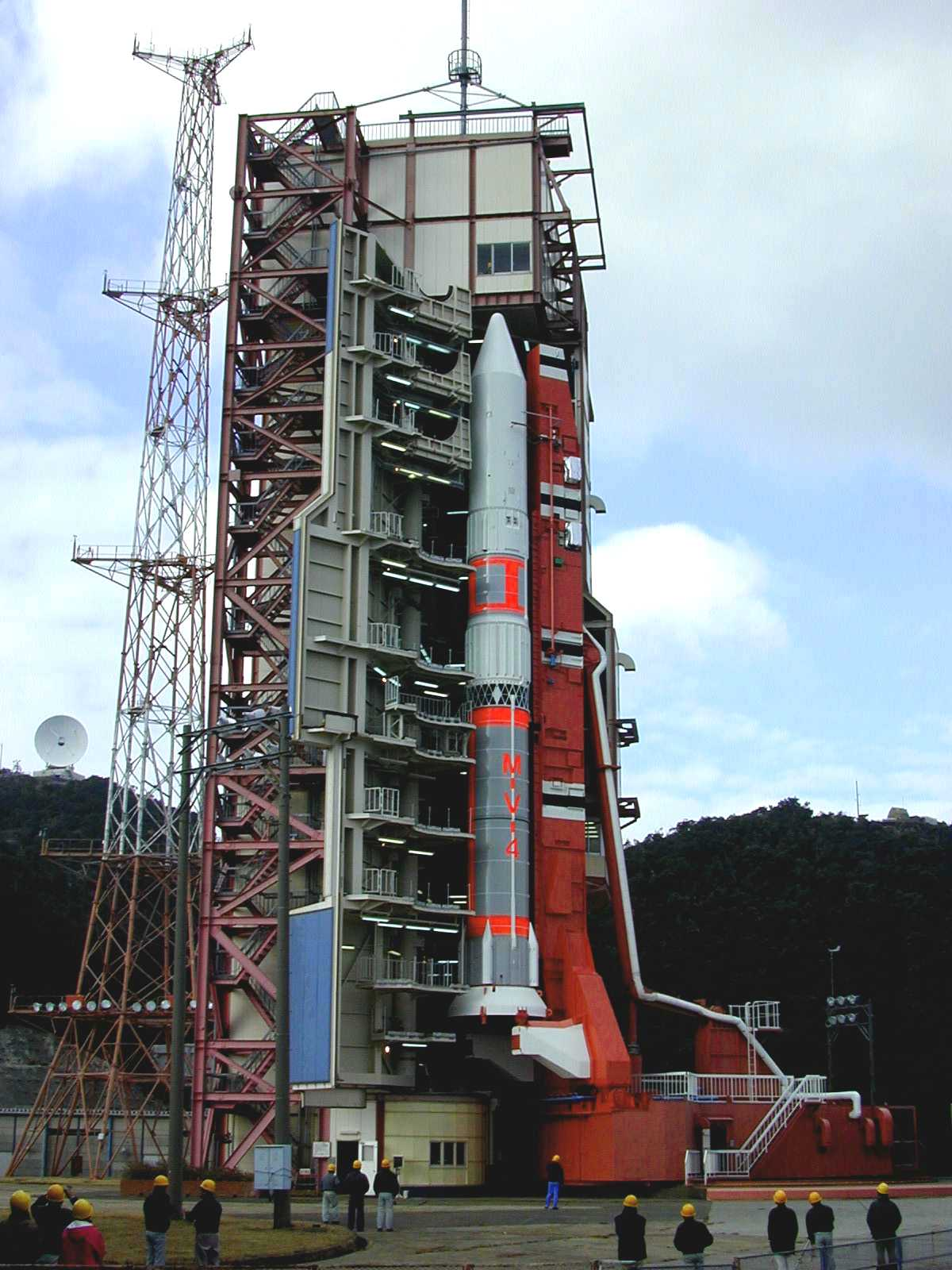
M-V-4

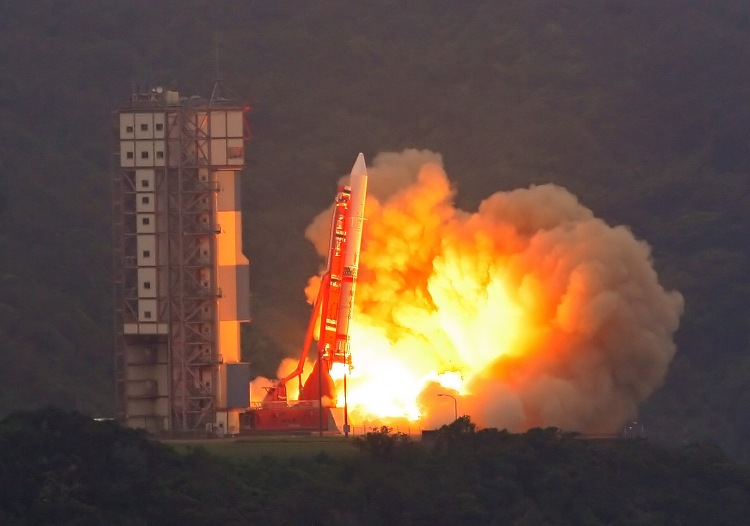
M-V-6

Mu fue una familia de cohetes japoneses propulsados por combustible sólido y capaces de poner cargas en órbita. Fueron los primeros vehículos japoneses diseñados desde cero como lanzadores orbitales.

## Modelos

### Mu-1
Se trató de un vehículo de prueba diseñado para probar los conceptos a usar en los modelos más avanzados. Solo se lanzó una vez y con éxito, el 31 de octubre de 1966.

#### Especificaciones
- Apogeo: 50 km
- Empuje en despegue: 1.932 kN
- Masa total: 40.000 kg
- Diámetro: 1,41 m
- Longitud: 21,9 m

### Mu-3C
Lanzador de cuatro etapas que estuvo en producción entre 1974 y 1979. Fue lanzado cuatro veces, una de las cuales falló debido a un problema con el control de dirección de la segunda etapa

#### Especificaciones
- Apogeo: 3.500 km
- Empuje en despegue: 1.932 kN
- Masa total: 41.600 kg
- Diámetro: 1,41 m
- Longitud: 20,2 m

### Mu-3D
Cohete de cinco etapas solo lanzado una vez, el 17 de agosto de 1969, en una misión de prueba.

#### Especificaciones
- Apogeo: 160 km
- Empuje en despegue: 1.932 kN
- Masa total: 40.000 kg
- Diámetro: 1,41 m
- Longitud: 23,6 m

### Mu-3H
Cohete de cinco etapas lanzado tres veces, entre 1977 y 1978. Con el Mu-3H se lanzaron dos satélites tipo EXOS y el satélite Tansei 3.

#### Especificaciones
- Carga útil: 300 kg a LEO.
- Apogeo: 1000 km
- Empuje en despegue: 2.150 kN
- Masa total: 44.700 kg
- Diámetro: 1,41 m
- Longitud: 23,8 m

### Mu-3S
Cohete de cuatro etapas lanzado cuatro veces, entre 1980 y 1984. Con el Mu-3S se lanzaron el satélite Tansei 4, Hinotori, el Tenma y el Onzora.

#### Especificaciones
- Carga útil: 300 kg a LEO.
- Apogeo: 1000 km
- Empuje en despegue: 2.150 kN
- Masa total: 49.300 kg
- Diámetro: 1,41 m
- Longitud: 23,8 m

### Mu-3S-II
Cohete de cuatro etapas lanzado ocho veces, entre 1985 y 1995, una de las cuales falló. Con el Mu-3S-II se lanzaron los satélites Sagikake, Suisei, Ginga, Akebono, Hiten, Solar-A y Asuka. El lanzamiento fallido (15 de enero de 1995) intentó lanzar el satélite Express 1. El cohete se desvió de su curso debido a un problema en la dirección de la segunda etapa.

#### Especificaciones
- Carga útil: 800 kg a LEO.
- Apogeo: 1.400 km
- Empuje en despegue: 1.930 kN
- Masa total: 61.700 kg
- Diámetro: 1,41 m
- Longitud: 27,8 m

### Mu-4S
Cohete de cinco etapas lanzado cuatro veces, entre 1970 y 1972, una de las cuales falló debido a que la cuarta etapa no se encendió. Con el Mu-4S se lanzaron los satélites Tansei 1, Shinsei y Denpa.

#### Especificaciones
- Carga útil: 180 kg a LEO.
- Apogeo: 6500 km
- Empuje en despegue: 1.932 kN
- Masa total: 43.600 kg
- Diámetro: 1,41 m
- Longitud: 23,6 m

### ETV
Cohete de pruebas de tres etapas lanzado dos veces, el 2 de septiembre de 1974 y el 5 de febrero de 1975, ambas exitosas.

#### Especificaciones
- Apogeo: 150 km
- Empuje en despegue: 1.932 kN
- Masa total: 39.400 kg
- Diámetro: 1,41 m
- Longitud: 21,3 m